# Укњижба права на непокретностима у Републици Србији
Укњижба права на непокретностима у Републици Србији је поступак којим се дефинитивно стичу стварна права на непокретностима у Републици Србији.
У Републици Србији примењују се четири система јавне евиденција на непокретностима;
- Тапијски систем са интабулационим књигама
- Земљишне књиге и катастар земљишта
- Катастар земљишта
- Катастар непокретности

## Регистри непокретности
Регистри непокретности су јавни регистри у које свако има право увида без обавезе да било коме да доказује постојање правног интереса.
- Изводи или потврде имају снагу јавне исправе за које важи претпоставка тачности података који се у њој налазе,
- Може се извршити увид у чињенице о којима се воде.
- Претпоставка знања односно несавесности. Свако ко намерава да заснује неко право на непокретности (купи, заснује хипотеку у циљу обезбеђења свог потраживања) дужан је да претходно провери податке који су уписани у надлежном регистру, у супротном нема право да се касније позива да му је нека чињеница била непозната.

## Земљишне књиге
Земљишна књига се састоји од главне књиге, збирке исправа, стварног регистра и именичног регистра. Главна књига се састоји од земљишнокњижних уложака (ЗКУЛ), а сваки ЗКУЛ се води за једно земљишно књижно тело, које се састоји од једне или више катастарских парцела једног власника које се налазе у границама једне катастарске општине.
ЗКУЛ се састоји од :
- пописног листа (А- лист)
- власничког листа (В- лист)
- теретног листа (Г- лист)

#### Пописни лист (А- Лист)
Пописни лист се састоји од два одељка.
У први одељак се уписује земљишнокњижно тело са саставним деловима, (катастарске парцеле, зграде). Ако постоји више парцела оне се уписују једна испод друге.
За сваку парцелу се уписује број под којим се води на катастарском плану, опис непокретности (стамбена зграда, земљиште без зграде, двориште, воћњак, итд.) и њена површина у хектарима, арима и квадратним метрима. Иза рубрике у којој се уписује површина уписују се примедбе.
У други одељак пописног листа уписују се појашњења уписа извршена у првом одељку, види се решење на основу ког је уписана одређена парцела и ако је нека парцела отписана у којем се ЗКУЛ-у налази и тп, тренутку, решење којим је исправљена површина катастарске парцеле, итд.

#### Власнички лист (Б- Лист)
У други део ЗКУЛ-а уписују се:
- Име власника или сувласника и власнички удео
- Правни основ прибављања права својине (уговор о купопродаји, оставинско решење, судска пресуда итд.).
- Ограничења у погледу располагања која се односе на личност власника непокретности; на пример; малолетство вланика, одузезта пословна способност итд.).
- Број решења на основу кога је извршен упис.

#### Теретни лист (В- Лист)
Теретни лист је намењен обавештењу купца о томе које све обавезе, тетети и ограничења погађају досадашњег власника јер уколико се реши на куповину све те обавезе, терети и ограничења ће и њега погађати.
У трећи део ЗКУЛ- а уписују се:
- Стварна права која оптерећују непокретност (хипотека, стварне службености, личне службености)
- Право прече куповине, закуп
- Ограничења располагања која терете непокретност, забрана оптерећења и отуђења
- Постојање решења о извршењу

## Уписи
- Укњижба
- Предбележба
- Забележба

## Укњижба
Упис којим се земљишно књижна права коначно стичу или престају.
Укњижба у правном систему Републике Србије представља начин стицања стварних права на непокретностима (својина, стварне службености, хипотека ) ова права се у начелу могу дефинитивно стећи тек уписом у надлежни регистар непокретности.
Право својине продавца непокретности не престаје а купац не постаје власник у тренутку када се закључи уговор о купопродаји неко тек када се купац укњижи.
Укњижба је повезана са правним послом којим се преноси неко стварно право на непокретности.
Право својине се може укњижити само уколико почива на пуноважном основу (уговор о купопродаји непокретности, судска одлука, уговор о размени, уговор о доживотном издржавању, уговор о поклону итд.).

#### Услови за укњижбу
1. Да се укњижба врши „ против“ лица које је уписано као власник непокретности.

Уколико се стиче од лица које није уписано као власник потребан је непрекинут низ ванземљишно књижних преноса.
1. Писмена исправа о правном основу. Приватна или јавна исправа.(уговор о купопродаји непокретности, судска одлука, уговор о размени, уговор о доживотном издржавању, уговор о поклону итд.).

Приватна исправа:
- Потписи уговарача морају бити оверени од стране суда.
- Пуна ознака земљишнокњижног тела. Пример: (катастарска парцела бр. 322/3 КО Врчин, површине 11,23 ара, њива стражевица).
- Клаузула интабуланди.

Изјава земљишно књижног претходника којом дозвољава лицу којем преноси право на непокретности да оно то право укњижи.
- Доказ о плаћеном порезу на промет непокретности (печат пореске управе на самом уговору.

Јавна исправа:
- Клаузула правноснажности (печат на самој исправи, ставља га орган који је и донео одлуку, суд, општина након протека рока за жалбу.).
- Доказ о плаћеном порезу на промет непокретности (печат пореске управе на самој исправи.
- Није потребна клаузула интабуланди.

## Предбележба
Упис којим се земљишно књижна права условно стичу. 
Условно стицање – када недостаје елемент за укњижбу (овера потписа, клаузула интабуланди, услов из уговора, сагласност родитеља...)
Услов се састоји у томе што је потребно да се предбележба оправда.
Уколико се предбележно право оправда, оправдање ће деловати и на прошлост, те ће се сматрати да је земљишнокњижно право стечено од тренутка када је предбележено.
Ако се предбележба не оправда долази до њеног брисања, тако да се сматра да уписа није ни било, у року који не може бити краћи од 15 дана нити дужи од шест месеци.
Смисао предбележбе је у томе да лице које намерава да се укњижи стекне првенство над осталим могућим претедентима на упис.

#### Услови за предбележбу
Услови су блажи од оних који се захтевају за укњижбу.
Приватна исправа:
- Потписи уговарача не морају бити оверени од стране суда.
- Није неопходно да исправа садржи прецизну ознаку непокретности али је неопходно да се она може на основу података садржаних у исправи одредити.
- Не мора бити дата клаузула интабуланди.
- Исправа не мора бити снабдевена доказом о плаћеном порезу на промет непокретности.

Јавна исправа:
- Није потребно да постоји клаузула правноснажности.
- Исправа не мора бити снабдевена доказом о плаћеном порезу на промет непокретности.

#### Оправдавање предбележбе
Предбележба се оправдава тако што се отклањају недостаци због којих исправа није била подобна за укњижбу.
- Ако земљишнокњижни претходник да клаузулу интабуланди.
- Ако се поднесе исправа са клаузулом правноснажности.
- Ако поднесе потврда о плаћеном порезу.
- Правноснажном судском пресудом у спору за оправдање предбележбе.

Предбележба треба да се оправда у року од 15 дана од када је одлука о предбележби достављена лицу које је поднело захтев.
Суд може продужити овај рок из оправданих разлога.
Ако подносилац захтева не може да оправда предбележбу, може у року од 15 дана да поднесе тужбу за оправдање предбележбе.
Подносилац захтева да би успео у спору треба да докаже постојање и пуноважност правног основа за прибављање земљишнокњижног права чију укњижбу захтева.
Потребно је и да докаже да је право о којем је реч постојало у тренутку предбележбе.

## Забележба
Упис чињеница од значаја за промет.
Ова врста уписа представља једну врсту обавештења свим лицима која су заинтересована да стекну неко право на непокретности.
Све оне обавезе које иду на терет продавца непокретности теретиће и купца, тако да он има интерес да буде упознат да ли се поводом те непокретности води спор или је покренут извршни поступак који има за предмет извршења ту непокретност, да ли је продавац лишен пословне способности итд.
Неке забележбе:
- Забележба спора
- Забележба хипотекарне тужбе
- Забележба правоснажности и извршности (забележба започ. намирења)
- Забележба првенственог реда
- Забележба малолетности
- Забележба забране отуђења и оптерећења

#### Забележба спора
Забележба спора је упис чињенице да је ималац земљишнокњижног права поднео тужбу којом се захтева брисање неке укњижбе и повраћај у пређашње стање.
Забележбу спора може захтевати само лице чије је земљишнокњижно право повређено укњижбом права неког другог лица.
Забележава се спор само о праву које је било уписано у регистар непокретности, уколико је на пример, власник продао кућу а није овавестио лице које има уговорно право прече куповине, то лице има право да поднесе тужбу суду којом може да захтева и упис забележбе спора али само ако је његово право прече куповине било уписано у регистар непокретности, ако право прече куповине није било уписано он не може да изврши забележбу спора.
Забележбу спора иако није реч о земљишнокњижном праву, могућа је када:
- Држалац непокретности који је стекао право својине одржајем и повео спор против лица које је уписано у регистар непокретности као власник.
- Супружник када се непокретност стечена радом у току брака налази у заједничкој својини оба супружника, а у регистру непокретности је уписана на име само једног од њих.